# San Francisco el Grande
San Francisco el Grande är en ort i Mexiko.   Den ligger i kommunen Santiago Huajolotitlán och delstaten Oaxaca, i den sydöstra delen av landet, 240 km sydost om huvudstaden Mexico City. San Francisco el Grande ligger 1 756 meter över havet och antalet invånare är 210.
Terrängen runt San Francisco el Grande är huvudsakligen kuperad. San Francisco el Grande ligger nere i en dal. Runt San Francisco el Grande är det glesbefolkat, med 15 invånare per kvadratkilometer. Närmaste större samhälle är Ciudad de Huajuapan de León, 12,1 km väster om San Francisco el Grande. I omgivningarna runt San Francisco el Grande växer huvudsakligen savannskog.